# Joseph Schröter
Joseph Schröter (1837–1894) va ser un botànic i micòleg alemany. Va descriure moltes espècies de la flora i de fongs. Durant els anys 1871 a 1886 va ser metge militar, particularment durant la guerra francoprussiana en llocs com Spandau, Rastatt i Breslau.
L'any 1855 Schröter va estudiar medicina a Breslau, Polònia (actualment té el nom de Wrocław), però el 1856, va passar a la Friedrich-Wilhelm Academy de Berlin, Alemanya.
L'any 1859 es doctorà en medicina. El mateix any es va allistar a l'exèrcit prussià com a metge. Schröter va arribar al reng de coronel el 1880. El 1890 va ser professor a la Universitat de Breslau. Morí 4 anys més tard en tornar d'una expedició científica a Turquia.

## Algus gèneress descrits per Schröter
- Aleurodiscus
- Ceratiomyxa
- Clavulina
- Daedaleopsis
- Dicranophora
- Hygrophoropsis
- Plasmopara
- Sclerospora
- Sorosphaera
- Synchephalastrum